# Giovanni Venturini (pilota automobilistico)
Giovanni Venturini (Vicenza, 9 novembre 1991) è un pilota automobilistico italiano.

## Carriera

### Formula 2000 Light
Venturini iniziò la sua carriera in monoposto nel novembre 2008, correndo nel Trofeo Invernale della Formula 2000 Light Italy, dove finì 2º in campionato (composto da due gare) dietro a Martin Scuncio. L'anno seguente prese parte al primo round della main season a Magione. Concluse sul podio entrambe le gare, vincendone una, ma, poiché l'evento non contava per il campionato, non ottenne punti.

### Formula Renault 2.0
Verso la fine del 2008, Venturini prese parte alla Formula Renault 2.0 Winter Series portoghese, partecipando alle gare di Jerez e dell'Estoril, finedno pari punti con Adrian Quaife-Hobbs al 7º posto.
Il 2009 vide Venurini impegnarsi su due fronti, nella Formula Renault italiana e in quella svizzera con il team C02 Motorsport. Nonostante l'assenza al secondo round tenutosi a Varano, concluse la stagione italiana 3º assoluto, dopo aver ottenuto nove podi, tra i quali spicca la vittoria di Misano. Nel campionato svizzero vinse tre gare e arrivò dieci volte a podio, chiudendo 2º dietro al pilota della Jenzer Motorsport Nico Müller.
Nel 2010 Venturini salì di livello, passando all'Eurocup Formula Renault 2.0 con il team spagnolo Epsilon Euskadi. Correndo con un nuovo telaio, Venturini chiuse 5º assoluto, con una vittoria a Magny-Cours e un ulteriore podio. Nel corso dello stesso anno prese parte anche alla Formula Renault 2.0 britannica nel round di Silverstone delle World Series by Renault, concludendo le due gare rispettivamente al 16º e 14º posto e facendo anche un'apparizione nella Formula Renault 2.0 Northern European Cup all'evento di Spa–Francorchamps, dove ottenne la pole position per una delle tre gare.

### Auto GP
Nel gennaio 2011, Venturini prese parte ai due giorni di test dell'Auto GP tenutisi al circuito Ricardo Tormo, vicino a Valencia, in Spagna, dove concluse la prima giornata davanti a tutti. Il mese successivo fu confermato alla Durango per il 2011, correndo con il compagno italiano Giuseppe Cipriani. Vinse la prima gara della serie nella gara d'apertura a Monza, dopo essere partito dalla pole position. Un altro podio arrivò alla successiva gara all'Hungaroring, prima della seconda vittoria dell'anno a Ochersleben a luglio.

### Formula Renault 3.5 Series
Nell'ottobre 2010 Venturini provò una Formula Renault 3.5 Series per la prima volta, guidando una Epsilon Euskadi e una Junior Lotus Racing nei due giorni di test tenutisi a Barcellona. La settimana seguente, fu uno dei 25 piloti invitati da Renault Sport Technologies per partecipare alla successiva sessione di test della FR3.5 Series, svoltasi a Motorland de Aragón come premio per aver concluso l'Eurocup FR 2.0.
Dopo aver provato per Draco Racing e Fortec Motorsport alla fine del 2011, Venturini entrò nella FR 3.5 Series, insieme a Nikolay Martsenko al team italiano BVM Target. Non completa però il campionato, prendendo parte solo alle prime 7 gare.

### GP3 Series
Nel 2012 e nel 2013 partecipa al campionato GP3 con il team Trident Racing, riuscendo a raccogliere nel corso delle due stagioni 3 podi di cui una vittoria.

### Gran Turismo
Dal 2014 viene ingaggiato dalla Lamborghini come factory driver per un periodo di 3 anni, durante i quali partecipa a vari campionati tra i quali: Lamborghini Super Trofeo, International GT Open, Campionato Italiano Gran Turismo e Blancpain GT Series.

## Risultati

### Sommario
| Anno | Serie                                        | Team             | Gare | Vittorie | Pole | Gpv | Podi | Punti | Pos.  |
| ---- | -------------------------------------------- | ---------------- | ---- | -------- | ---- | --- | ---- | ----- | ----- |
| 2008 | Formula 2000 Light Italy – Winter Trophy     | C02 Motorsport   | 2    | 0        | 0    | 0   | 2    | 56    | 2º    |
| 2008 | Formula Renault 2.0 Winter Series portoghese | C02 Motorsport   | 4    | 0        | 0    | 0   | 0    | 16    | 7º    |
| 2009 | Formula 2000 Light italiana                  | C02 Motorsport   | 2    | 1        | 0    | 1   | 2    | 0     | N.C.† |
| 2009 | Formula Renault 2.0 italiana                 | C02 Motorsport   | 12   | 1        | 0    | 0   | 9    | 274   | 3º    |
| 2009 | Formula Renault 2.0 svizzera                 | C02 Motorsport   | 12   | 3        | 3    | 3   | 10   | 270   | 2º    |
| 2010 | Eurocup Formula Renault 2.0                  | Epsilon Euskadi  | 16   | 1        | 0    | 0   | 2    | 76    | 5º    |
| 2010 | Formula Renault 2.0 britannica               | Epsilon Euskadi  | 2    | 0        | 0    | 0   | 0    | 12    | 29º   |
| 2010 | Formula Renault 2.0 Northern European Cup    | Epsilon Euskadi  | 3    | 0        | 1    | 0   | 0    | 31    | 24º   |
| 2011 | Auto GP                                      | Griffitz Durango | 14   | 2        | 1    | 0   | 3    | 76    | 9º    |
| 2012 | GP3 Series                                   | Trident Racing   | 10   | 0        | 0    | 0   | 2    | 31    | 13º   |
| 2012 | Formula Renault 3.5 Series                   | BVM Target       | 7    | 0        | 0    | 0   | 0    | 3     | 25º   |
| 2013 | GP3 Series                                   | Trident Racing   | 16   | 1        | 0    | 0   | 1    | 26    | 15º   |

† – Poiché Venturini era un pilota ospite, non poté prendere punti.

### Formula Renault
2.0 Italia
| Anno    | Scuderia       | Vettura       | MNZ | MNZ | VAR | VAR | HUN | HUN | SPA | SPA | MIS | MIS | MUG | MUG | ADR | ADR | Punti | Posizione |
| ------- | -------------- | ------------- | --- | --- | --- | --- | --- | --- | --- | --- | --- | --- | --- | --- | --- | --- | ----- | --------- |
| 2009    | CO2 Motorsport | Tatuus FR2000 | Rit | 3   |     |     | 2   | 9   | 2   | 3   | 2   | 1   | 3   | 2   | 4   | 3   | 274   | 3º        |
| Legenda |                |               |     |     |     |     |     |     |     |     |     |     |     |     |     |     |       |           |

2.0 Svizzera
| Anno    | Scuderia       | Vettura       | DIG | DIG | NÜR | NÜR | SPA | SPA | LMN | LMN | MAG | MAG | MNZ | MNZ | Punti | Posizione |
| ------- | -------------- | ------------- | --- | --- | --- | --- | --- | --- | --- | --- | --- | --- | --- | --- | ----- | --------- |
| 2009    | CO2 Motorsport | Tatuus FR2000 | 3   | 4   | 2   | 3   | 1   | 1   | 2   | 1   | 4   | 2   | 2   | 2   | 270   | 2º        |
| Legenda |                |               |     |     |     |     |     |     |     |     |     |     |     |     |       |           |

2.0 UK
| Anno    | Scuderia        | Vettura                 | THR | THR | RMS | RMS | BRH | BRH | OUP | OUP | CRO | CRO | SNE | SNE | SIL | SIL | SIL | KNO | KNO | SIL | SIL | BRH | BRH | Punti | Posizione |
| ------- | --------------- | ----------------------- | --- | --- | --- | --- | --- | --- | --- | --- | --- | --- | --- | --- | --- | --- | --- | --- | --- | --- | --- | --- | --- | ----- | --------- |
| 2010    | Epsilon Euskadi | Barazi-Epsilon FR2.0-10 |     |     |     |     |     |     |     |     |     |     |     |     |     |     |     |     |     | 16  | 14  |     |     | 12    | 29º       |
| Legenda |                 |                         |     |     |     |     |     |     |     |     |     |     |     |     |     |     |     |     |     |     |     |     |     |       |           |

2.0 Eurocup
| Anno    | Scuderia        | Vettura                 | ARA | ARA | SPA | SPA | BRN | BRN | MAG | MAG | HUN | HUN | HOC | HOC | SIL | SIL | CAT | CAT | Punti | Posizione |
| ------- | --------------- | ----------------------- | --- | --- | --- | --- | --- | --- | --- | --- | --- | --- | --- | --- | --- | --- | --- | --- | ----- | --------- |
| 2010    | Epsilon Euskadi | Barazi-Epsilon FR2.0-10 | 4   | Rit | Rit | 8   | 15  | 11  | 4   | 1   | 6   | 10  | 10  | Rit | Rit | 6   | 6   | 2   | 76    | 5º        |
| Legenda |                 |                         |     |     |     |     |     |     |     |     |     |     |     |     |     |     |     |     |       |           |

2.0 NEC (Northern European Cup)
| Anno    | Scuderia        | Vettura                 | HOC | HOC | BRN | BRN | ZAN | ZAN | OSC | OSC | OSC | ASS | ASS | MST | MST | MST | SPA | SPA | SPA | NÜR | NÜR | NÜR | Punti | Posizione |
| ------- | --------------- | ----------------------- | --- | --- | --- | --- | --- | --- | --- | --- | --- | --- | --- | --- | --- | --- | --- | --- | --- | --- | --- | --- | ----- | --------- |
| 2010    | Epsilon Euskadi | Barazi-Epsilon FR2.0-10 |     |     |     |     |     |     |     |     |     |     |     |     |     |     | Rit | 4   | 8   |     |     |     | 31    | 26º       |
| Legenda |                 |                         |     |     |     |     |     |     |     |     |     |     |     |     |     |     |     |     |     |     |     |     |       |           |

3.5 Series
| Anno    | Scuderia   | Vettura         | ARA | ARA | MON | SPA | SPA | NÜR | NÜR | MSC | MSC | SIL | SIL | HUN | HUN | LEC | LEC | CAT | CAT | Punti | Posizione |
| ------- | ---------- | --------------- | --- | --- | --- | --- | --- | --- | --- | --- | --- | --- | --- | --- | --- | --- | --- | --- | --- | ----- | --------- |
| 2012    | BVM Target | Dallara FR35-12 | Rit | 9   | Rit | 16  | 10  | 22  | 14  |     |     |     |     |     |     |     |     |     |     | 3     | 25º       |
| Legenda |            |                 |     |     |     |     |     |     |     |     |     |     |     |     |     |     |     |     |     |       |           |

### Auto GP
| Anno    | Scuderia         | Vettura     | MNZ | MNZ | HUN | HUN | BRN | BRN | DON | DON | OSC | OSC | VAL | VAL | MUG | MUG | Punti | Posizione |
| ------- | ---------------- | ----------- | --- | --- | --- | --- | --- | --- | --- | --- | --- | --- | --- | --- | --- | --- | ----- | --------- |
| 2011    | Griffitz Durango | Lola B05/52 | 1   | 5   | 3   | 7   | Rit | 11  | 9   | 7   | 8   | 1   | 10  | 9   | 11  | 9   | 76    | 9º        |
| Legenda |                  |             |     |     |     |     |     |     |     |     |     |     |     |     |     |     |       |           |

### GP3 Series
| Anno    | Scuderia       | Vettura        | CAT | CAT | MON | MON | VAL | VAL | SIL | SIL | HOC | HOC | HUN | HUN | SPA | SPA | MNZ | MNZ | Punti | Posizione |
| ------- | -------------- | -------------- | --- | --- | --- | --- | --- | --- | --- | --- | --- | --- | --- | --- | --- | --- | --- | --- | ----- | --------- |
| 2012    | Trident Racing | Dallara GP3/10 |     |     |     |     |     |     | 13  | 16  | 3   | 8   | 11  | Rit | 9   | 9   | 8   | 3   | 31    | 13º       |
| Anno    | Scuderia       | Vettura        | CAT | CAT | VAL | VAL | SIL | SIL | NÜR | NÜR | HUN | HUN | SPA | SPA | MNZ | MNZ | YMC | YMC | Punti | Posizione |
| 2013    | Trident Racing | Dallara GP3/13 | 12  | 8   | 15  | 13  | 8   | 1   | 16  | 14  | 9   | 6   | 11  | 11  | 11  | Rit | 12  | 9   | 26    | 15º       |
| Legenda |                |                |     |     |     |     |     |     |     |     |     |     |     |     |     |     |     |     |       |           |

### Risultati nel ETCR
| Anno    | Squadra               | Vettura                | FRA | UNG | SPA | BEL | ITA | GER | Punti | Pos. |
| ------- | --------------------- | ---------------------- | --- | --- | --- | --- | --- | --- | ----- | ---- |
| 2022    | Romeo Ferraris - M1RA | Alfa Romeo Giulia ETCR | 11  | 7   | 10  | 9   | 12  | 6   | 209   | 10°  |
| Legenda |                       |                        |     |     |     |     |     |     |       |      |